# سلاحف مبكرة
السلاحف المبكرة أو سلاحف الرمل أو السلاحف السقفية أو السلاحف الوحشية (الاسم العلمي:†Proganochelyidae) هي فصيلة من الزواحف تتبع العظائيات من طائفة شبيهات الزواحف.

## التصنيف
- السلحفاة  المبكرة